# Pachyrukhos
Pachyrukhos è un genere estinto di mammiferi notoungulati, appartenente ai tipoteri. Visse nel Miocene inferiore - medio (circa 20 - 15 milioni di anni fa) e i suoi resti fossili sono stati ritrovati in Sudamerica.

## Descrizione
Questo animale aveva l'aspetto e le dimensioni molto simili a quelli di una lepre o di un coniglio, e non doveva superare di molto i due chilogrammi di peso. 
In particolare, il cranio era estremamente simile a quello dei lagomorfi attuali a causa della convessità del profilo dorsale, del muso allungato provvisto di un grande diastema (spazio tra i denti anteriori e quelli posteriori), di grandi orbite prominenti e dell'arcata zigomatica gracile. La somiglianza con il cranio dei conigli attuali era accentuata dai forami che si aprivano lungo la superficie delle ossa mascellari. Le orbite, enormi, erano aperte posteriormente e vi era solo una debole apofisi postorbitale. Il processo mastoide era estremamente sviluppato, ancor più che nei generi simili come Hegetotherium o Propachyrucos; l'aspetto esterno della regione posteriore del cranio richiamava quella di alcuni roditori come i cincillà o i gundi. Il dotto uditivo esterno era lungo e tubolare, e si apriva al livello dell'articolazione mandibolare. La regione palatina ricordava quella di Hegetotherium; la regione anteriore dell'arco zigomatico formava una superficie piatta che ricorda notevolmente quella dei roditori sciuromorfi. La dentatura era simile a quella di Hegetotherium, soprattutto per quanto riguarda la prima coppia di incisivi estremamente sviluppati. Non erano presenti i secondi incisivi, ed era quindi visibile un lungo diastema. I denti della zona delle guance erano a crescita continua e quelli superiori erano dotati di cemento dentario.
Le ossa delle zampe erano snelle e allungate; la tibia era più lunga del femore, ed era coossificata con il perone, in modo simile a quanto avviene nei roditori. Il piede era molto lungo, stretto e dotato di dita molto vicine le une alle altre. Le falangi terminali erano allargate distalmente a formare piccoli zoccoli.

## Classificazione
Il genere Pachyrukhos venne descritto per la prima volta da Florentino Ameghino nel 1885, sulla base di resti fossili ritrovati in terreni del Miocene medio dell'Argentina. La specie tipo (e anche quella meglio conosciuta) è Pachyrukhos moyani; a questo genere sono state attribuite numerose altre specie dallo stesso Ameghino, come P. absis, P. elongatus, P. naevius, P. politus, P. teres, P. trivius, ma è probabile che molte di queste siano a tutti gli effetti sinonimi della specie tipo. Recenti revisioni indicano che le uniche specie valide potrebbero essere la specie tipo, P. moyani, e la più antica P. politus del Miocene inferiore (Seoane e Cerdeno, 2019).
Pachyrukhos è un rappresentante degli egetoteriidi, un gruppo di mammiferi notoungulati che, come tutti gli ungulati del Cenozoico sudamericano, si svilupparono in isolamento. Tra gli egetoteri, Pachyrukhos è quello che più di tutti sviluppò una forma del corpo gracile e agile, ed è il genere eponimo della sottofamiglia Pachyrukhinae.

## Paleoecologia
È probabile che questo animale fosse in grado di saltare come gli odierni conigli e le odierne lepri, data la peculiare morfologia dello scheletro.